# Afonso III de Aragão
Afonso III de Aragão, apelidado de o Liberal ou o Franco (4 de novembro de 1265 — 18 de junho de 1291) foi rei de Aragão como Afonso III, de Valência como Afonso I, Conde de Barcelona como Afonso II entre 1285 e 1291, e rei de Maiorca como Afonso I entre 1286 e 1291.

## Biografia
Foi o filho mais velho de Pedro III de Aragão e de Constança da Sicília, filha e herdeira de Manfredo da Sicília.
Tão logo ascendeu ao trono, Afonso deu continuidade à campanha de seu pai contra as Ilhas Baleares para punir seu tio, Jaime II da Maiorca, por apoiar a França durante a disputa pelo controle da Sicília. Ele reconquistou a cidade de Maiorca e Ibiza, em 1286, e tomou Minorca dos mouros, em janeiro de 1287.
Inicialmente procurou manter o controle aragonês sobre a Sicília ao apoiar a reivindicação da ilha por seu irmão Jaime. No entanto, ele depois forçou seu irmão a abdicar e passou a apoiar os Estados Pontifícios.
Seu reinado foi prejudicado pelas contendas constitucionais com a nobreza aragonesa, que levaram à criação da União de Aragão, que devolveu vários poderes reais principais para nobres menores. Sua incapacidade de resistir às demandas de seus nobres deixaria uma herança de desunião em Aragão e consequente desacordo entre os nobres, que cada vez menos viam razões para respeitar o trono, e levou o Reino de Aragão quase à anarquia.
Um casamento dinástico com Leonor da Inglaterra, a filha mais velha de Eduardo I da Inglaterra, foi arranjado. Todavia, Afonso morreu antes de conhecer sua noiva, em 1291, e foi sepultado no mosteiro franciscano em Barcelona; desde 1852, seus restos mortais repousam na Catedral de Barcelona.